# رافائل مارتینز (ژیمناست)
رافائل مارتینز (ژیمناست) (به انگلیسی: Rafael Martínez (gymnast)) ژیمناست زادهٔ ۱۰ دسامبر ۱۹۸۳ میلادی اهل کشور اسپانیا است.